# Siàlia muntanyenca

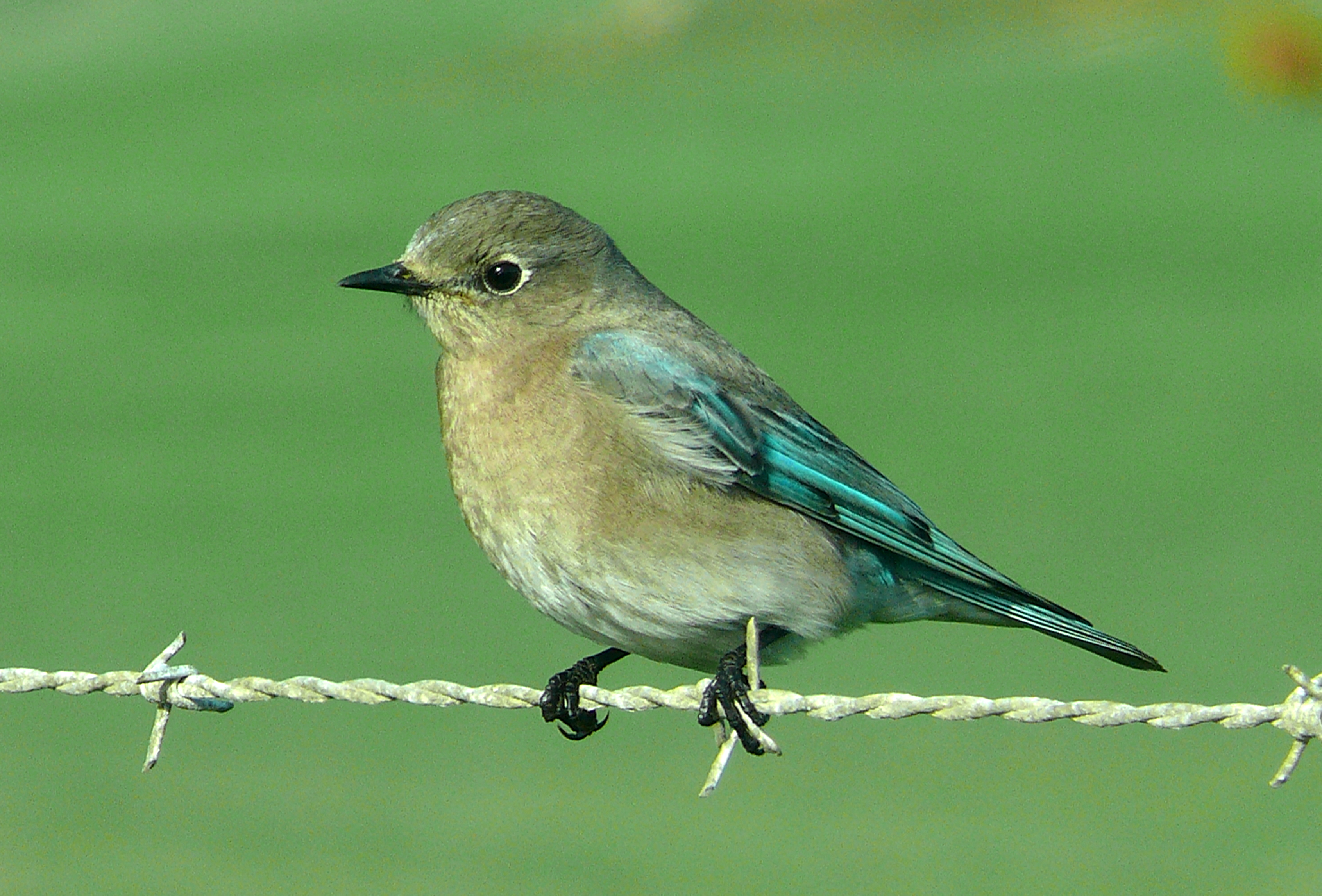
Femella

La siàlia muntanyenca (Sialia currucoides) és una espècie d'ocell de grandària mitjana d'aproximadament 18 cm en el cas dels adults mascle.
L'hàbitat d'aquesta espècie se situa en entorns oberts que comprenen el nord-oest de Mèxic l'oest dels Estats Units i l'oest del Canadà, a més s'inclou dins d'aquest hàbitat zones de muntanyes i arriba fins a bé al nord, gairebé tocant Alaska.
Els exemplars mascles adults posseeixen un color blau brillant. Els exemplars femelles adults tenen la cua i el pit gris.